# オースチン・マエストロ
マエストロ（Maestro）は、イギリスの自動車メーカー、ブリティッシュ・レイランド（BL）とその後身のローバー・グループが製造していた5ドアハッチバック型のコンパクトカー（とその派生のライトバン）である。
この車はオックスフォードのカウリー（Cowley）にある元モーリスの工場で生産された。当初はオースチンとMG双方のブランドで売られ、後にローバー・マエストロとして言及されることがあるが、この車がローバーのバッジを付けられたことはない。

## 背景
1975年にブリティッシュ・レイランド・モーター・コーポレーション（BLMC）が国営化されてブリティッシュ・レイランドが発足し、1977年には経営改善のため南アフリカ出身の企業再建家マイケル・エドワーズ（Sir Michael Edwardes）が会長に就任した。エドワーズの計画の一環として、最新技術を投入した新型大衆車の導入が決定され、小型、中型下級、中型上級市場向けにそれぞれ投入される事となった。

## 設計と開発
中型下級と中型上級市場向けの新型車はプラットフォームを共有し、内装やスタイリング上の差異で2つのモデルを区別することになった。これは生産のオートメーション化と柔軟性において、コスト面で優位な手法であった。この共通プラットフォームにはBL車の開発序列（LC8はローバー・メトロ、LC9はトライアンフ・アクレイム）に則って「LC10」という開発コードが与えられ、開発は1977年に始まった。
デザインはBLの花形デザイナーのデビッド・ベイチュの指導下でイアン・ビーチ（Ian Beech ）が手掛け、5ドアハッチバックと4ドアノッチバックの主要な2タイプが用意された。A-シリーズ（A-Series）とR-シリーズ（R-Series）エンジンは、フォルクスワーゲン製トランスミッションの片端に取り付けられていた（フィアットがアウトビアンキ・プリムラで先鞭をつけた方式）。それまでのBL車に採用されていたハイドラガス・サスペンションはコスト的な観点から撤廃され、一般的な前輪ストラット・後輪トーションビームという組み合わせとなった。開発に際し、試作車にはフォルクスワーゲン・ゴルフのサスペンション部品を取り付けてテストされた事もある。
その後、5ドアハッチバック版が先に設計されることが決まり、独自の開発コード「LM10」が与えられ、車名も「オースチン・マエストロ」と決定した。続けて設計が着手された4ドアノッチバック版は開発コード「LM11」が与えられ、後にオースチン・モンテゴとして発売された。

## 新装備
マエストロは接着式ウインドスクリーン、同一焦点（homofocal）ヘッドライト、ボディ同色バンパー、電子エンジン制御システム、5速MT、前席シートベルトの位置調節式上部アンカー、非対称分割式の後席と12,000ml（=約19,300km）の整備間隔といった、このクラスとしては数多くの新しく先進的な装備を備えていた。MGとバンデン・プラ仕様には、デジタル式スピードメーターと蛍光表示管のアナログ式タコメーター、燃料計、水温計、トリップコンピューターと合成音声式の警告/情報システムの電子計器も搭載されていた。

## 評判

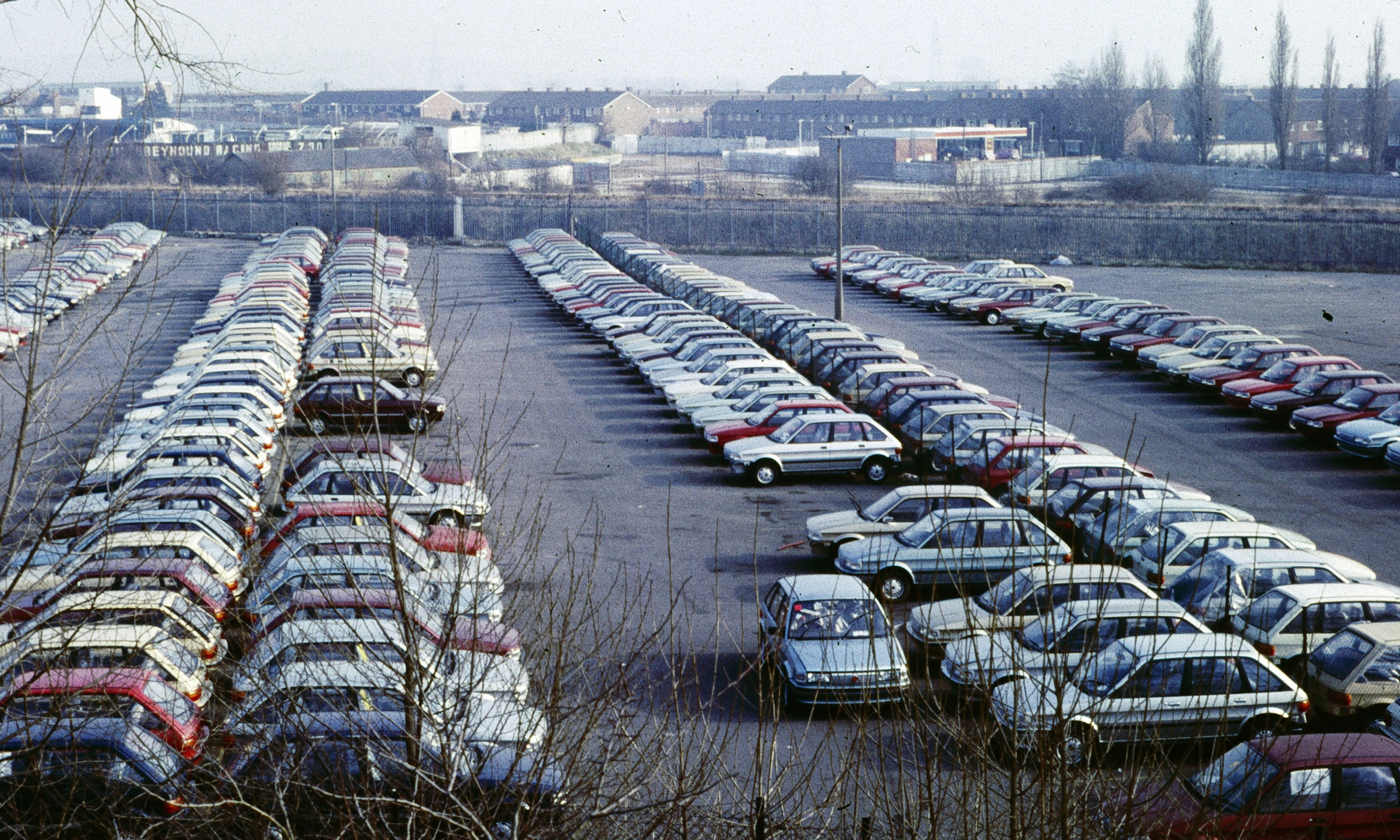
モータープールに保管されるマエストロ

マエストロは1983年3月に発売された。消費者組合（Consumers' Association）が刊行する『フィッチ？』誌（Which?）の同年6月号で取り上げられ、車室の広さや快適さ、運転のしやすさについて一定の評価を得ている。特に車室の広さについては高い評価を受け、トランク容量がやや劣る点を除けばより上級のボクスホール・キャバリエやフォード・シエラにも匹敵すると評された。

## その後の開発
マエストロは一定の成功を収めたが、発売から月日を経て話題性が低下するにつれ、販売は次第に下降していった。とりわけ1,600ccモデルに搭載されるR-シリーズエンジン（R-Series engine）が問題視され、クランクシャフトの熟成不足からくる高温時の始動性の悪さが指摘された。
これに代わる新型ユニットとしてS-シリーズエンジン（S-Series engine ）の開発が進められ、マエストロでは1984年7月より既存の1,600cc全モデルに搭載された。このエンジンは電気式点火装置を備えていた。同時に全モデルで細かな装備の幾つかが改良され、1.3Lのベース・モデルにはヘッドレスト、助手席側サイドミラー、ラジオが、1,300ccの1.3HLE、1,600ccの1.6オートマチックと1.6HLSには全車ラジオ/カセットプレイヤーが備えられた。
1984年10月に全モデルに渡り更なる装備の充実が図られた。1.3Lのベース・モデルには可倒式前席、ドア・ポケット、鍵付きの給油口の蓋、時計が追加された。Lモデルには布張りのドア内装、内装材の向上、運転手席側サイドミラーのリモート調整機能が付き、1.6Lには5速MTが装備された。1.3HLEには5速目がオーバードライブの5速「4+E」MT、サイド・モールディング、ツイード製内装と助手席側サイドミラーのリモート調整機能が付いた。HLSと1.6オートマチックにはティンテッド・ガラス、集中ロック機構、前席パワーウィンドウ、ヴェロア製内装と上級ラジオ/カセットプレイヤーが備えられた。MG・マエストロは115hp(86kW)版の電子式燃料噴射装置付の2リットルO-シリーズエンジン（O-Series engine）、高性能サスペンション、前輪ベンチレーテッド・ディスクブレーキ、専用ボディ塗装、ティンテッド・ガラス、集中ロック機構、革巻きハンドルを装備していた。
同じく1984年10月には既存のマエストロのモデルのLとHLEの間に入る「1.3HL」と「1.6HL」が追加された。
1985年8月には「1.3シティ」（1.3 City ）と「1.3シティX」が登場した。1.3シティは以前の1.3のベース・モデルに似ており、1.3シティXはこれにカーペット、布張り内装、ヘッドレスト、後部パーセルシェルフ、ラジオ、手動操作式チョーク弁が追加されていた。これらのモデルはプラスチック製バンパーではなく、マエストロ バンのように普通の鋼製バンパーの端部にプラスチック製のカバーがつけられたものを使用していた。

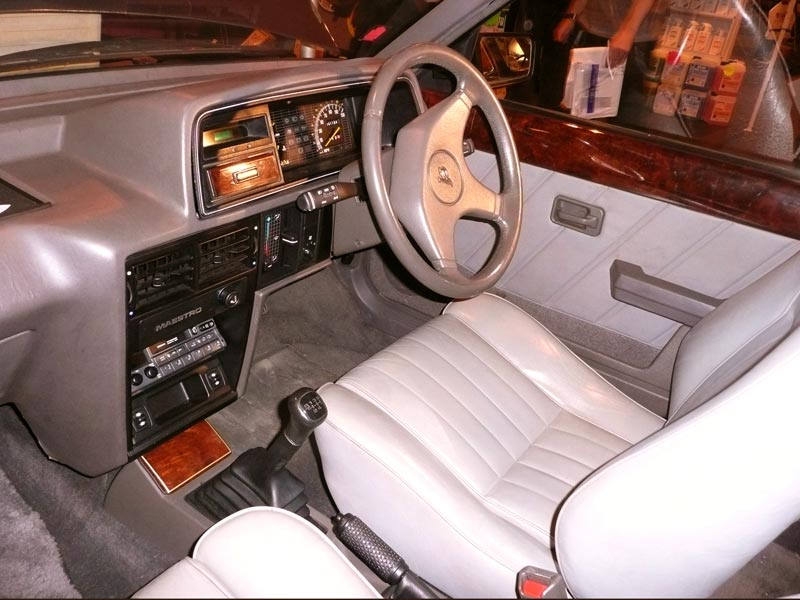
後期型バンデン・プラ版の内装

元々のダッシュボードは複数の部品で構成されており貧弱で軋み音を立てやすいという評判であったため、1986年2月により一般的な構造のモンテゴのダッシュボードに替えられた。同時にもっと細かな装備品が全モデルに渡って改善された。シティXにはドアポケットと後部ウインドウのワイパーとウォッシャーが、LとLEにはツイード製内装が、HLとオートマチックにはヴェロア製内装と加飾が加えられた。バンデン・プラには一部革製の内装と上級のカーオーディオが装備された。
1986年にBLがブリティッシュ・エアロスペースに売却されると、1987年と1988年モデルではオースチンのバッジが廃止され、シリーズ全体の販売は前年から導入された経済性の高い自然吸気のパーキンス（Perkins）製ディーゼルエンジン搭載モデルに支えられた。
1992年にモンテゴに搭載されていた81hp(60kW)の高回転型パーキンス製ターボ・ディーゼルのモデルが導入されたが、既に後継となるローバー・200/400が登場していたため、マエストロのラインナップはクラブマン（Clubman）とDLXのみに整理された。このターボエンジンは燃費性能を落とすことなく、性能と同時に洗練度の改善を図っていた。この車は非常に価格競争力もあり、より小型のローバー・メトロやプジョー・205の非ターボ・モデルと同価格帯であった。その他唯一のオプションで設定されたエンジンは旧式な1,300ccのA-シリーズであった。
1993年の『ワット・カー？』誌（What Car?）ではその旧態さを指摘しつつも、安価な販売価格や経済性の高いパワートレインを評価した。同年にはオートモビル・アソシエーション（The Automobile Association）がターボディーゼル車をロードテストにかけ、同様の評価を下している。
1995年9月にこの車の生産コンプリート・ノックダウン（CKD）キットという形でブルガリアのヴァルナに移転された。部品の輸入コストの高騰と需要がほとんどなかったために約2,000台を生産して1996年4月にロダカーは生産を停止した。生産されたマエストロの大部分は、英国を含む諸外国へ輸出された。これらの中の少数がベリー・セント・エドマンズ（Bury St Edmunds）のアップル2000（Apple 2000 Ltd. ）により販売され、「N」で始まるナンバープレートで登録された。
1997年にヘレフォードシャー、レッドベリー（Ledbury）のパークウェイ・サービシズ（Parkway Services ）が621台のCKDキットのマエストロとそのバンを一括購入した。パークウェイ・サービシズはこれを組み立て、そのほとんどをローバーから供給された部品を使用して右ハンドル仕様に変更した。自動車保険用全国データベース（The National Database for Motoring Insurance ）には「R」から「51」までのナンバープレートで登録された車が記録されている。つまり、英国内でマエストロが新車で購入できた期間が1983年から2001年までであったことを示している。
その後生産設備は中国の第一汽車（FAW）に売却され、中国市場ではハッチバックとバンのマエストロが販売された。ハッチバックのマエストロにはモンテゴの顔回りを取り付けられ「一汽陸豹・CA6410」となった。この車が生産されている間に少量の中国生産部品が英国に輸入された。

## MG版

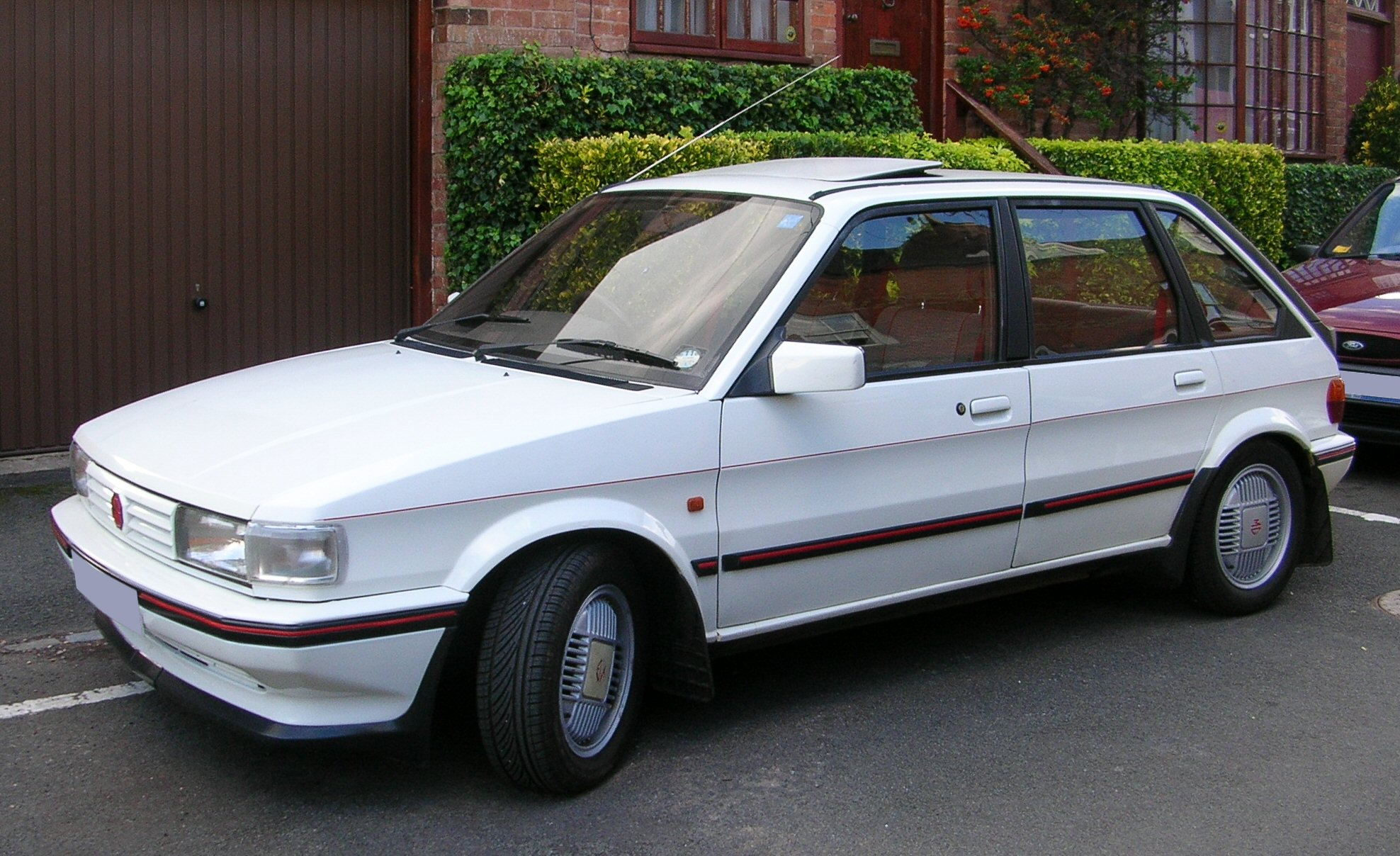
MG・マエストロ

### MG・マエストロ 1600
技術陣の意見に抗して1983年初めに性急に量産に向かっていた頃、初めのMG・マエストロは開発中であった。1,600ccのR-シリーズエンジンは回転が荒く、温感時の始動が困難であり、そのウェーバー製連装キャブレターはSUキャブレターに慣れたディーラーの工場では調整できなかった。R-シリーズエンジンは、EFiが導入された1984年10月まで生産され、短命のS-シリーズエンジンに代替された。なおこのR-シリーズエンジン搭載車は日本には正式には導入されなかった。信頼性に問題があったにもかかわらず1万5,000台以上のMG・マエストロ1600が生産された。

### MG・マエストロ2.0EFi
短期間休止した後でMG・マエストロは、前モデルよりもかなり性能が向上した燃料噴射装置付き2,000ccエンジンを搭載して再発売された。操縦性と性能は良好で、オースチン・ローバーは初めてゴルフ GTIとエスコート XR3iの真の好敵手となる車を持つこととなった。

### MG・マエストロ ターボ
ローバー・グループとなる僅か数カ月前の限定車（500台と5台の広報車）のMG・マエストロ ターボ（発売は1989年初め）がオースチン・ローバーから販売された最後の車であった。この車は2,000ccエンジンを使用していたが、キャブレターとターボチャージャーの組み合わせにより最高速度はほぼ130mph（約210km/h）で、0–60mphの加速は6.7秒であった。これは大部分の競合車よりも速かったが、ティックフォード（Tickford）が設計したボディキットと軽合金ホイールを纏ったこの高性能車は、この車がマエストロであるという事実を覆い隠すことはほとんどしていなかった。マエストロが発売されてから6年も経ていたことから、販売は低調であった。
MG・マエストロの生産はローバーが新しい200と400に専念することにした1991年に終了したが、標準のマエストロの生産は1994年12月まで続いた。

## 終焉と「再生」
1993年にローバー・600が登場するとマエストロ/モンテゴの生産ラインの閉鎖が目前となってきたが、1994年までCKDキットの形態で少量の生産が続けられた。BMWがローバーを買収するやいなや在庫部品は早々に生産に回された。
1994年にローバーは、英国から輸出したCKDキットを使用してヴァルナの新工場でマエストロを生産するためにブルガリアの企業との合弁事業としてロダカー（Rodacar ）を設立した。1995年7月に生産が開始され、1996年4月に工場が閉鎖されるまで2,200台が生産された。この合弁事業の失敗は、他車との競合とブルガリア政府が輸入部品の関税の減免と政府省庁による数千台のマエストロの購入に関する紳士協定を反故にしたためであった。ウルグアイへの550台、アルゼンチンへの400台、マケドニア共和国への200台を含む約1,700台のロダカー製マエストロが輸出された。
英国の2つのディーラー、レッドベリーのパークウェイ・サービシズとベリー・セント・エドマンズのアップル2000が販売されなかったマエストロをブルガリアから購入し、右ハンドル仕様に改装して英国内で販売した。詳しくは上記の「その後の開発」を参照。
マエストロとモンテゴの治具は、その後中国の頤中（Etsong）が購入し、ハッチバックとバンにトヨタ自動車製エンジンを搭載して発売した。2003年に権利が第一汽車（FAW）に譲渡され、モンテゴの顔回りを付けたマエストロを陸豹・QE6410（Lubao CA 6410）、バンを解放・CA6440 UA（Jiefang CA 6440 UA）として発売した。2008年にFAWから治具を購入した四川汽車工業集団（Sichuan Auto Industry Group Company Ltd）がマエストロ バンを野馬・SQJ6450（Yema SQJ6450）として再発売した。

### 評判
マエストロはその広く実用的な車室、競争力のある提示価格、経済性の高さ、良好な乗り心地と操縦性のおかげで60万台以上が販売されたが、フォード・エスコートやボクスホール・アストラの成功に対抗することはできなかった。同社製の似通った大きさ（しかし、より上級の）のホンダ車を基にしたローバー・200 シリーズがこの時期の英国における最強販売車種の1台であったという事実が、会社を消滅に導くことになったといわれる開発とブランド戦略の混乱ぶりを物語っている。
『オートエクスプレス』誌（Auto Express）が2006年8月に実施した調査によると、マエストロは過去30年の英国で最も多くがスクラップにされた車の第9位であり、英国内で今なお稼働状態にあるのは僅か1万1,574台でしかない。
多くのマエストロが錆、腐食、機械的な問題があるといわれたが、これは同じ頃に設計された多くの車に当てはまることであった。1989年以前のほとんどのBL車と同様にマエストロは、シリンダーヘッドの交換（シリンダーヘッドの再加工）をするかガソリン添加剤を使用しなければ無鉛ガソリンで走らせることはできない。FBHVC （Federation of British Historic Vehicle Clubs）がテストしたところ有鉛ガソリンを添加剤で代替すると1リットル当たり数ペンスしかかからないことが分かった。これに当てはまらないのは1994年以降のO-シリーズエンジンで、このエンジンは充分丈夫な排気バルブとバルブシートを備えていた。
バンモデルのテールライトは1998年までランドローバー・ディスカバリーのシリーズ1に使用されていた。

## モデル

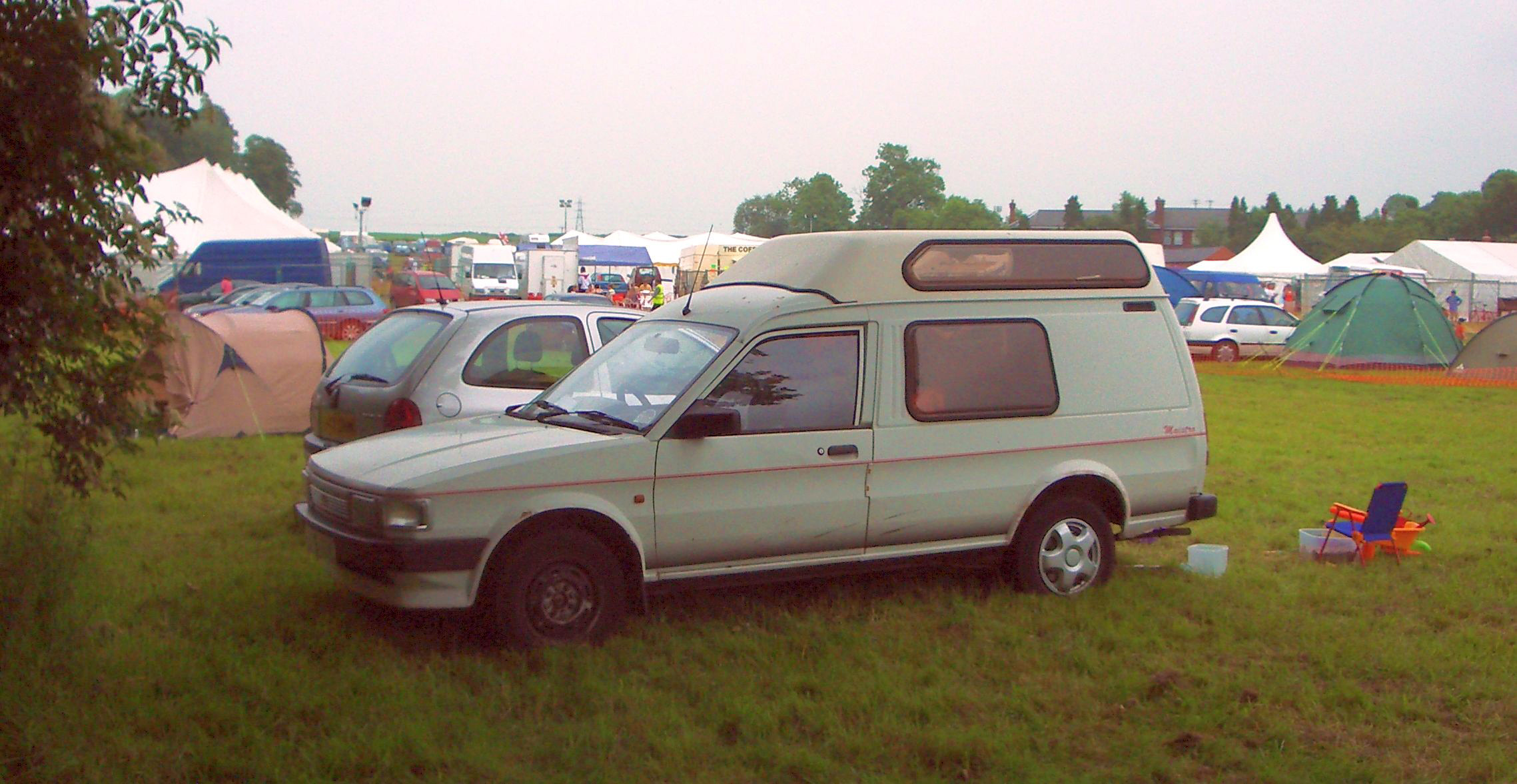
キャンパーバンの改装車。このキャンパーバンと基本ボディを共用するマエストロの多くの商用車（バン）版が小型の埋め込み型ヘッドライトを備えていた。

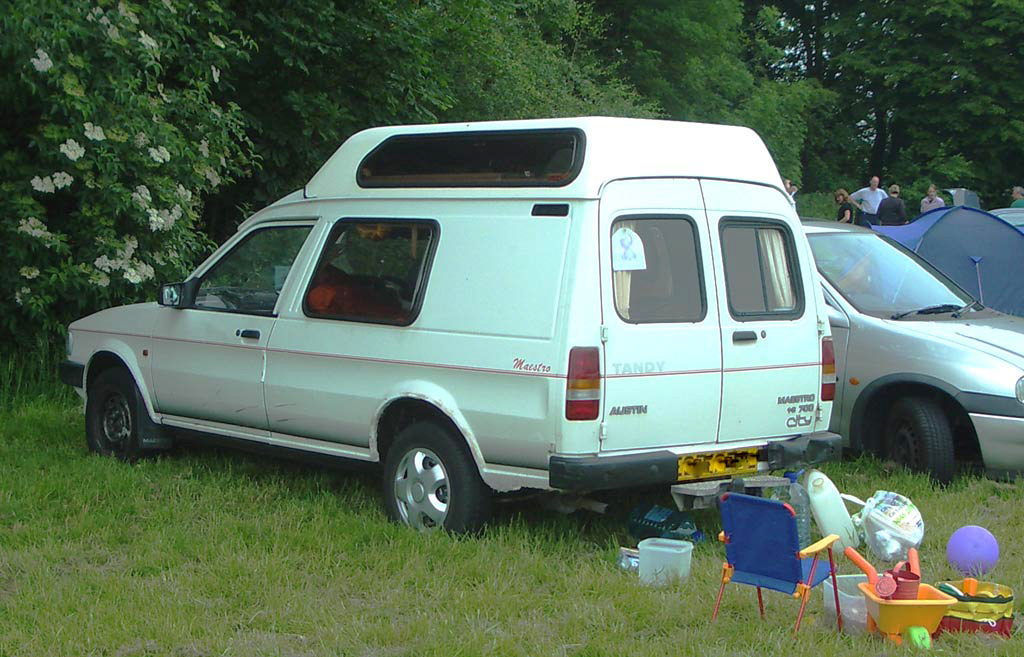
キャンパーバンはランドローバー・ディスカバリーのテールライトを使用していた。

### エンジン
- 1983年-1993年 - 1,275cc A-シリーズ 直列4気筒, 68hp(51kW)/5,800rpm、75 ft·lbf(102Nm)/3,500rpm
- 1983年-1985年 - 1,275cc A-シリーズ 直列4気筒, 64hp(48kW)/5,500rpm、73 ft·lbf(99Nm)/3,500rpm HLE
- 1983年-1984年7月 - 1,598cc R-シリーズ 直列4気筒, 81hp(60kW)/5,500 rpm、91lbft(123Nm)/3,500rpm
- 1983年-1984年7月 - 1,598cc R-シリーズ 直列4気筒, 103hp(77kW)/6,000rpm、100lbft(140Nm)/4,000rpm MG
- 1984年-1993年 - 1,598cc S-シリーズ 直列4気筒, 85hp(63kW)/5,600rpm、97lbft(132Nm)/3,500rpm
- 1984年7月-1984年10月 - 1,598cc S-シリーズ 直列4気筒, 103hp(77kW)/6,000rpm MG
- 1984年-1992年 - 1,994cc O-シリーズ 直列4気筒, 115hp(86kW) MG EFiと2.0i
- 1988年-1990年 - 1,994cc O-シリーズ 直列4気筒, 152hp(113kW) MG ターボ
- 1990年-1992年 - 1,994cc オースチン/ローバー MDi - パーキンス・プリマNA 直列4気筒, 62hp(46kW)
- 1992年-1994年 - 1,994cc オースチン/ローバー MDi - パーキンス・プリマTD 直列4気筒, 81hp(60kW)/4,500rpm、116lbft(157Nm)/2,500rpm

試作車の中には 1,800ccのガソリンエンジンやフォルクスワーゲン製の1,900ccディーゼルエンジンを搭載したものもあったが、これらが使用されることはなかった。

## グレード
マエストロには以下のグレードがある。
- ベース（Base 、1983年–1985年）
- L（1983年–1990年）
- LE（1986年–1988年）
- HL（1984年–1987年）
- HLE（1983年–1985年）
- HLS（1983年–1986年）
- LX（1990年–1993年）
- シティ（City 、1985年–1988年）
- シティX（City X 、1985年–1988年）
- スペシャル（Special 、1988年–1990年）
- クラブマン（Clubman 、1990–1994年）
- SL（1988年–1990年）
- メイフェア（Mayfair 、1986年–1988年）
- バンデン・プラ（Vanden Plas 、1983年–1988年）

## 中国生産
英国でのマエストロの生産が終了してから4年後の1998年に中国のタバコ会社の頤中（Etsong）がこの車の生産設備と知的財産権を買い取った。2000年に青島の特別製造工場で「頤中陸豹・QE6400 ルビー」（Etsong Lubao QE6400 Ruby）と「頤中陸豹・QE6440 レアード」（Etsong Lubao QE6440 Laird）の2車種の生産が始まった。QE6400はモンテゴの顔周りを付けたマエストロのハッチバック・ボディ車で、QE6440はパネルバンであった。両車ともにトヨタ自動車製のエンジンとトランスミッションを使用していた。
2003年に頤中は自動車製造から撤退し、陸豹工場（Lubao factory）を中国で最大の自動車製造業者の一つである第一汽車（FAW）に売却した。FAWはQE6440 バンの生産は止めたが、2007年時点でハッチバック車は「一汽陸豹・CA6410」（FAW Lubao CA6410）として販売を続けている。